# Diarmuid Ua Duibhne
Dans la mythologie celte irlandaise, Diarmuid Ua Duibhne, ou Diarmaid O'Duibhne, est un guerrier Fianna, fils biologique de Donn (en) réputé comme ancêtre des Irlandais et souverain des enfers, et fils adoptif (fosterage) du dieu solaire Oengus.
Dans le cycle fenian, il est séduit par Grainne, la promise de Finn mac Cumaill lors du mariage de celle-ci. Il accepte de s'enfuir avec elle lorsqu'elle met en cause sa virilité, mais ils sont bientôt poursuivis par les fianna. Pourchassés sans répit, ils sont finalement aidés par le Dieu Oengus qui leur prête son manteau d'invisibilité. Au bout de seize ans, Oengus et Cormac Mac Airt le père de la jeune fille, s'unissent pour demander le pardon de Finn mac Cumaill qui accepte leur mariage et pardonne à Diarmuid. Cependant, invité par Finn à une partie de chasse, Diarmuid est mortellement blessé par un sanglier ensorcelé dans la lande de Benn Bulbain. Possédant le pouvoir de guérir celui qui boit l'eau de ses mains, Finn prend de l'eau, mais par deux fois la laisse délibérément couler avant d'atteindre la bouche de son rival. Quand elle atteint enfin la bouche de Diarmuid la troisième fois, il est trop tard : celui-ci est déjà mort.

## Culture populaire
Diarmuid est un servant de classe Lancer dans le light novel et l'anime Fate/Zero.
Diarmuid est prince du royaume dans La Tapisserie de Fionavar.